# Zemplínska Teplica
Zemplínska Teplica (slowakisch 1948–1955 „Zemplínsky Svätý Kríž“ – 1927–1948 „Kerestúr“ – älter „Križovany“ oder „Križanovce“; ungarisch Szécskeresztúr) ist eine Gemeinde im Osten der Slowakei, mit 1859 Einwohnern (Stand 31. Dezember 2024) und liegt im Okres Trebišov, einem Kreis des Košický kraj.

## Geographie
Die Gemeinde liegt im Westteil des Ostslowakischen Tieflands am Bach Teplica, im Schatten des westlich liegenden Gebirgszugs Slanské vrchy, auf einer Höhe von 202 m n.m. Das Ortszentrum liegt zehn Kilometer südwestlich von Sečovce und 16 Kilometer westlich von Trebišov. Von Zemplínska Teplica führen  Straßen nach Veľké Ozorovce, Egreš und Slanské Nové Mesto (der letzte schon im Okres Košice-okolie).

## Geschichte
Der Ort entstand wohl im 12. oder 13. Jahrhundert auf einer Feldweg-Kreuzung. Zum ersten Mal wird Zemplínska Teplica in einer Urkunde von 1263 als Cristur erwähnt. Der Ausgangspunkt für diesen Namen war die örtliche Kirche, die dem Heiligen Kreuz geweiht war. Im späten Mittelalter befanden sich beim Ort einige Weingärten und es gab zeitweise eine Wassermühle, ansonsten ist und war er durch Landwirtschaft geprägt. Bedeutende Grundbesitzer im Verlauf der Jahrhunderte waren Perényi, Báthory, Drugeth und Soós. 1828 sind 117 Häuser und 879 Einwohner verzeichnet. 1831 war der Ort eines der Zentren des Ostslowakischen Bauernaufstands, an den heute eine Gedenktafel erinnert.
Seit 1955 wird der heutige Ortsname verwendet, da der Name „Svätý Kríž“ (= Heiligenkreuz), der selbst 1948 den ungarisch klingenden Namen „Kerestúr“ ersetzt hatte, in der kommunistischen Tschechoslowakei als unerwünscht galt.

## Bevölkerung
| Jahr                | 1994 | 2004    | 2014     | 2024     |
| ------------------- | ---- | ------- | -------- | -------- |
| Anzahl der Personen | 1391 | 1466    | 1641     | 1859     |
| Unterschied         |      | +5,39 % | +11,93 % | +13,28 % |

| Jahr                | 2023 | 2024    |
| ------------------- | ---- | ------- |
| Anzahl der Personen | 1855 | 1859    |
| Unterschied         |      | +0,21 % |

Ergebnisse nach der Volkszählung 2001 (1384 Einwohner):
| Nach Ethnie: - 92,70 % Slowaken - 4,34 % Zigeuner - 0,29 % Tschechen | Nach Religion: - 55,64 % römisch-katholisch - 34,03 % griechisch-katholisch - 2,96 % konfessionslos |

## Bauwerke
- griechisch-katholische Kirche Mariä Geburt aus dem frühen 19. Jahrhundert
- römisch-katholische Kirche des Heiligen Johannes der Täufer von 1947